# Indicatifs régionaux 408 et 669

Carte de l'État de Californie avec les territoires de ses indicatifs régionaux. L'indicatif régional 408 est en rouge.

L'indicatif régional 408 est l'un des multiples indicatifs téléphoniques régionaux de l'État de Californie aux États-Unis. Selon les plans actuels (en octobre 2011), l'indicatif 408 sera chevauché par l'indicatif régional 669 à partir de novembre 2012.
Cet indicatif dessert la plus grande partie du comté de Santa Clara, soit les villes de San José, Sunnyvale, Gilroy, Morgan Hill et Los Gatos.
La carte ci-contre indique en rouge le territoire couvert par l'indicatif 408.
L'indicatif régional 408 fait partie du plan de numérotation nord-américain.